# کاترین جانسون
کاترین کلمن گوبل جانسون (زاده ۲۶ اوت ۱۹۱۸ – درگذشته ۲۴ فوریه ۲۰۲۰) یک آمریکایی-آفریقایی فیزیکدان و ریاضیدان بود که با سازمان برنامه‌های فضایی و هوانوردی ایالات متحده (ناسا) در اوایل بکارگیری رایانه‌ها همکاری می‌کرد. او بخاطر دقت در محاسبات فضانوردی معروف بود، او کارهای فنی در ناسا که به دهه‌ها می‌رسید را هدایت کرد. در طول این زمان، مسیرهای پرتابی، زمان پرتاب‌ها و مسیرهای اضطراری برگشت بسیاری از پروازها از جمله اولین مأموریت‌های ناسا در طرح مریخ با حضور جان گلن و آلن شپرد، و در سال ۱۹۶۹ پرواز به ماه با آپولو ۱۱ طی برنامه شاتلهای فضایی را محاسبه می‌کرد. محاسبات او برای موفقیت این مأموریت‌ها حیاتی بودند. جانسون همچنین محاسبات برای برنامه‌ریزی برای پرواز به کره مریخ را انجام داد.
در سال ۲۰۱۵ جانسون موفق به دریافت نشان افتخار آزادی ریاست جمهوری شد. از او در برنامه سری ۱۰۰ زن بی‌بی‌سی  نامبرده شده‌است.

## اوایل زندگی
کاترین کلمن (با نام مستعار "رایانه انسانی") در سال ۱۹۱۸ در وایت سولفور اسپرینگ، بخش گرینبریر، غرب ایالت ویرجینیا، از جاشوا و جویلت کولمن به دنیا آمد. او جوانترین فرد از میان چهار فرزند بود. پدر او یک الوار فروش، کشاورز و پیشخدمت در هتل گرینبیر بود. مادرش پیشتر یک آموزگار بود.
کلمن استعداد ریاضیش را از سال‌های کودکی نشان داد. چون شهرستان Greenbrier خدمات تحصیلی به دانشجویان آفریقایی-آمریکایی که کلاس هشتم را گذرانده بودند نمی‌داد، پدر و مادر او امکان حضور در دبیرستانی در غرب ویرجینیا در سن ۱۳سالگی برای او فراهم کردند. خانواده زمان خود را میان دبیرستان و شهر وایت سولفور اسپرینگ در تابستان تقسیم کردند.
کلمن در سن ۱۴ سالگی از دبیرستان فارغ‌التحصیل شد. در سن ۱۸ سالگی شروع به تحصیل در West Virginia State College کرد. کلمن در هر دوره ریاضی که از سوی دانشکده ارائه می‌شد، شرکت داشت. استادان بسیاری کولمن را تحت حمایت خود قرار دادند، از جمله شیمیدان و ریاضیدان انجی ترنر کینگ، که او را در سرتاسر دوره دبیرستان مربیگری کرده بود و W. W. Schiefflin Claytor، که سومین آفریقایی آمریکایی بود که موفق به دریافت دکترای ریاضی شده بود. Claytor یک دوره ریاضی تازه را فقط برای کلمن اضافه کرد. کلمن از summa cum laude در سال ۱۹۳۷ با بالاترین افتخارات در ریاضی و فرانسه در سن ۱۸ سالگی فارغ‌التحصیل شد. او یک شغل تدریس در یک مدرسه عمومی در ویرجینیا بدست آورد.
در سال ۱۹۳۹، کولمن اولین زن آفریقایی-آمریکایی بود که مورد جداسازی نژادی در دانشگاه وست ویرجینیا در Morgantown, West Virginia واقع شد. به پیشنهاد رئیس دانشگاه وست ویرجینیا John W. Davis او یکی از سه آمریکایی آفریقایی دانش آموزان و تنها زن انتخاب شده بود که به دانشکده تحصیلات تکمیلی پس از حکم دادگاه عالی ایالات متحده رفت. میسوری سابق rel. Gaines v. کانادا (۱۹۳۸). دادگاه حکم داد که تحصیلات عالی در ایالت‌هایی که تاکنون فقط برای دانشجویان سفیدپوست قابل درسترسی بود به دانشجویان سیاه‌پوست نیز ارائه شود چه با تأسیس کالج‌ها و دانشگاه‌هایی ویژه سیاه پوستان یا تحصیل آن‌ها در دانشگاه‌هایی که پیشتر ویژه سفیدپوستان بود. او کار تدریس خود را برای ادامه تحصیل ریاضی رها کرد اما پس از تنها یک ترم درس خود را نیز به خاطر تشکیل خانواده با همسرش کنار گذاشت.